# Cyrtodactylus
Cyrtodactylus là 1 chi thằn lằn Châu Á, với tên thông dụng tắc kè hoa hoặc thằn lằn (chân) ngón.Chi này có hơn 200 loài, là một trong những chi có số loài lớn nhất trong họ Tắc kè.

## Các loài
- Cyrtodactylus aaroni Günther & Rösler, 2003
- Cyrtodactylus abrae Wells, 2002
- Cyrtodactylus adleri Das, 1997
- Cyrtodactylus aequalis Bauer, 2003
- Cyrtodactylus agusanensis (Taylor, 1915)
- Cyrtodactylus angularis (Smith, 1921)
- Cyrtodactylus annandalei Bauer, 2003
- Cyrtodactylus annulatus (Taylor, 1915)
- Cyrtodactylus aravallensis Gill, 1997
- Cyrtodactylus aurensis Grismer, 2005
- Cyrtodactylus ayeyarwadyensis Bauer, 2003
- Cyrtodactylus badenensis (Nguyễn, Orlov & Darevsky, 2006)
- Cyrtodactylus baluensis (Mocquard, 1890)
- Cyrtodactylus batucolus Grismer, Onn, Grismer, Wood & Belabut, 2008
- Cyrtodactylus biordinis Brown & McCoy, 1980
- Cyrtodactylus brevidactylus Bauer, 2002
- Cyrtodactylus brevipalmatus (Smith, 1923)
- Cyrtodactylus buchardi David, Teynié & Ohler, 2004
- Cyrtodactylus caovansungi Orlov, Quang Trường, Nazarov, Ananjeva & Ngọc Sang, 2007
- Cyrtodactylus capreoloides Rösler, Richards & Günther 2007
- Cyrtodactylus cavernicolus Inger & King, 1961
- Cyrtodactylus chanhomeae Bauer, Sumontha & Pauwels, 2003
- Cyrtodactylus chauquangensis Quang, Orlov, Ananjeva, Johns, Ngoc Thao & Quang Vinh 2007
- Cyrtodactylus chrysopylos Bauer 2003
- Cyrtodactylus collegalensis (Beddome, 1870)
- Cyrtodactylus condorensis (Smith, 1921)
- Cyrtodactylus consobrinoides (Annandale, 1905)
- Cyrtodactylus consobrinus (Peters, 1871)
- Cyrtodactylus cracens Batuwita & Bahir, 2005
- Cyrtodactylus cryptus Heidrich, Rösler, Thanh, Böhme & Ziegler 2007
- Cyrtodactylus cucphuongensis Ngô Văn Trí & Chan Kin Onn 2011[2]
- Cyrtodactylus darmandvillei (Weber, 1890)
- Cyrtodactylus derongo Brown & Parker, 1973
- Cyrtodactylus deveti (Brongersma, 1948)
- Cyrtodactylus edwardtaylori Batuwita & Bahir, 2005
- Cyrtodactylus eisenmani Ngô, 2008: Thằn lằn chân ngón Eisenman[3]
- Cyrtodactylus elok Dring, 1979
- Cyrtodactylus epiroticus Kraus 2008
- Cyrtodactylus feae (Boulenger, 1893)
- Cyrtodactylus fraenatus (Günther, 1864)
- Cyrtodactylus fumosus Müller 1895
- Cyrtodactylus gansi Bauer, 2003
- Cyrtodactylus gordongekkoi Das 1993
- Cyrtodactylus grismeri Ngô, 2008: Thằn lằn chân ngón Grismer[3]
- Cyrtodactylus gubernatoris (Annandale, 1913)
- Cyrtodactylus huongsonensis Lưu Quang Vinh, Nguyễn Quang Trường, Đỗ Quang Huy và Thomas Ziegler 2011[4]
- Cyrtodactylus huynhi Ngô & Bauer 2008
- Cyrtodactylus ingeri Hikida, 1990
- Cyrtodactylus interdigitalis Ulber, 1993
- Cyrtodactylus intermedius (Smith, 1917)
- Cyrtodactylus irianjayaensis (Rösler, 2001)
- Cyrtodactylus irregularis (Smith, 1921)
- Cyrtodactylus jarakensis Grismer, Onn, Grismer, Wood & Belabut 2008
- Cyrtodactylus jarujini Ulber, 1993
- Cyrtodactylus jellesmae (Boulenger, 1897)
- Cyrtodactylus khasiensis (Jerdon, 1870)
- Cyrtodactylus klugei Kraus 2008
- Cyrtodactylus laevigatus (Darevsky, 1964)
- Cyrtodactylus lateralis (Werner, 1896)
- Cyrtodactylus loriae (Boulenger, 1897)
- Cyrtodactylus louisiadensis (De Vis, 1892)
- Cyrtodactylus macrotuberculatus Grismer & Ahmad 2008
- Cyrtodactylus malayanus (De Rooij, 1915)
- Cyrtodactylus malcomsmithi (Constable, 1949)
- Cyrtodactylus mansarulus (Duda & Sahi, 1978)
- Cyrtodactylus marmoratus (Kuhl, 1826)
- Cyrtodactylus matsuii Hikida, 1990
- Cyrtodactylus mimikanus (Boulenger, 1914)
- Cyrtodactylus murua Kraus & Allison, 2006
- Cyrtodactylus nebulosus (Beddome, 1870)
- Cyrtodactylus nigriocularis (Nguyễn, Orlov & Darevsky, 2006)
- Cyrtodactylus novaeguineae (Schlegel, 1837)
- Cyrtodactylus oldhami (Theobald, 1876)
- Cyrtodactylus pageli Schneider và cộng sự, 2011[5], Lào
- Cyrtodactylus pantiensis Grismer, Onn, Grismer, Wood & Belabut 2008
- Cyrtodactylus papilionoides Ulber & Grossmann, 1991
- Cyrtodactylus papuensis (Sauvage, 1879)
- Cyrtodactylus paradoxus Darevsky & Szczerbak 1997
- Cyrtodactylus peguensis (Boulenger, 1893)
- Cyrtodactylus philippinicus (Steindachner, 1867)
- Cyrtodactylus phongnhakebangensis Ziegler, Rösler, Herrmann & Thanh 2003
- Cyrtodactylus phuquocensis Ngô, Grismer & Grismer, 2010
- Cyrtodactylus pseudoquadrivirgatus Rösler, Nguyễn, Vũ, Ngô & Ziegler, 2007
- Cyrtodactylus pubisulcus Inger, 1958
- Cyrtodactylus pulchellus Gray, 1827
- Cyrtodactylus quadrivirgatus (Taylor, 1962)
- Cyrtodactylus raglai Anh The Nguyen, Tang Van Duong, L. Lee Grismer, Nikolay A. Poyarkov, 2021.[6]

- Cyrtodactylus ramboda Batuwita & Bahir, 2005
- Cyrtodactylus redimiculus King, 1962
- Cyrtodactylus robustus Kraus 2008
- Cyrtodactylus rubidus (Blyth, 1861)
- Cyrtodactylus russelli Bauer, 2003
- Cyrtodactylus sadleiri Boulenger, 1889
- Cyrtodactylus semenanjungensis Grismer & Leong, 2005
- Cyrtodactylus seribuatensis Youmans & Grismer, 2006
- Cyrtodactylus sermowaiensis (De Rooij, 1915)
- Cyrtodactylus serratus Kraus 2007
- Cyrtodactylus slowinskii Bauer, 2002
- Cyrtodactylus soba Batuwita & Bahir, 2005
- Cyrtodactylus solomonensis Rösler, Richards & Günther 2007
- Cyrtodactylus sonlaensis [7][8][9]
- Cyrtodactylus spinosus Linkem, McGuire, Hayden, Setiadi, Bickford & Brown 2008
- Cyrtodactylus stoliczkai Steindachner, 1867
- Cyrtodactylus stresemanni Rösler & Glaw 2008
- Cyrtodactylus subsolanus Batuwita & Bahir, 2005
- Cyrtodactylus sumonthai Bauer, 2002
- Cyrtodactylus sworderi (Smith, 1925)
- Cyrtodactylus takouensis Ngô & Bauer 2008
- Cyrtodactylus thirakhupti Pauwels, Bauer, Sumontha & Chanhome, 2004
- Cyrtodactylus tibetanus Boulenger, 1905
- Cyrtodactylus tigroides Bauer, Sumontha & Pauwels, 2003
- Cyrtodactylus tiomanensis Das & Lim, 2000
- Cyrtodactylus tripartitus Kraus 2008
- Cyrtodactylus tuberculatus Lucas & Frost 1900
- Cyrtodactylus variegatus (Blyth, 1859)
- Cyrtodactylus wakeorum Bauer, 2003
- Cyrtodactylus wallacei Hayden, Brown, Gillespie, Setiadi, Linkem, Iskandar, Umilaela, Bickford, Riyanto, Mumpuni & McGuire 2008
- Cyrtodactylus walli Ingoldby, 1922
- Cyrtodactylus wetariensis (Dunn, 1927)
- Cyrtodactylus yoshii Hikida, 1990
- Cyrtodactylus zugi Oliver, Tjaturadi, Mumpuni, Krey & Richards 2008

## Hình ảnh

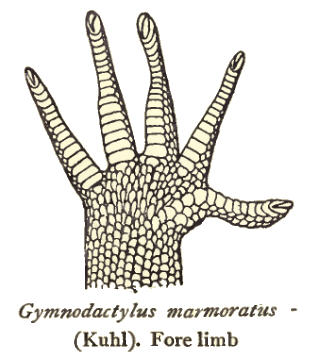
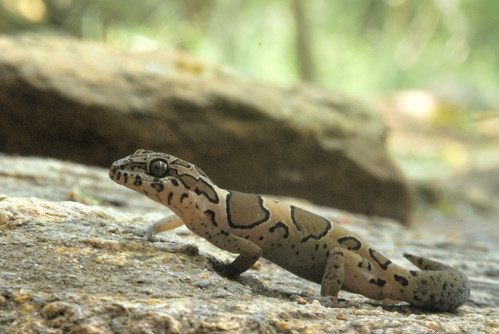
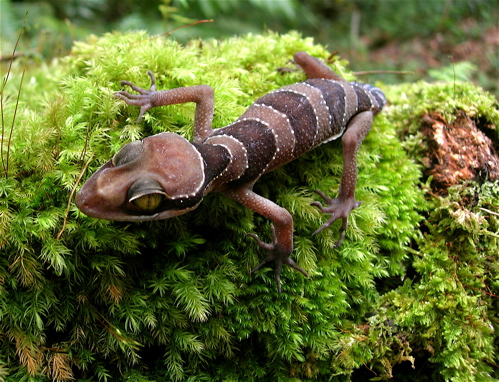
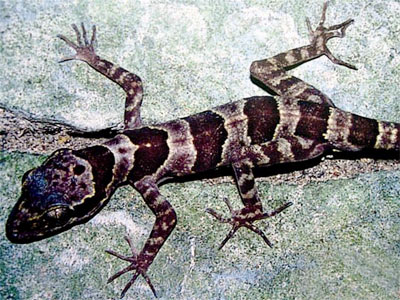